# Thông Monterrey
Thông Monterrey (tên khoa học: Pinus radiata) là một loài trong họ Pinaceae, còn được gọi là thông Insignis  hay thông Radiata, loài thông bản địa của bờ biển miền Trung của California. Loài này được D.Don miêu tả khoa học đầu tiên năm 1837.

## Mô tả
Pinus radiata là một loài dễ sống, phát triển nhanh, gỗ mềm, trọng lượng riêng trung bình, có rất nhiều công dụng trong cuộc sống . Lâm sinh của nó rất phát triển, và được xây dựng trên một nền tảng vững chắc của hơn một thế kỷ nghiên cứu, quan sát và thực hành. Loài này thường được xem là mô hình cho việc trồng rừng đối với các loài cây khác. Đây là loài thông được trồng rộng rãi nhất trên thế giới, có giá trị cho sự phát triển, nhanh chóng thu hoạch được gỗ và bột giấy chất lượng.
Mặc dù thông Monterrey được trồng rộng rãi như một rừng gỗ trồng ở nhiều vùng ôn đới trên thế giới, nhưng nó đang phải đối mặt với mối đe dọa nghiêm trọng trong phạm vi tự nhiên của nó.

## Phân bố
Nó có nguồn gốc ở ba khu vực ở Santa Cruz, bán đảo Monterey và quận San Luis Obispo. Nó cũng được tìm thấy như giống thực vật Pinus binata var. binata trên đảo Guadalupe với tên gọi thông Guadalupe, và một thứ/phân loài P. radiata có thể tách biệt - ssp. cedrosensis trên đảo Cedros, cả hai đều ở ngoài khơi Thái Bình Dương vùng bờ biển phía tây miền bắc bán đảo Baja California ở México.
Tại Úc, New Zealand, Tây Ban Nha, Argentina, Chile, Uruguay, Kenya, Nam Phi nó là một loài cây trồng chính.